# 거창소방서
거창소방서(居昌消防署, Geochang Fire Station)는 경상남도 거창군을 관할하는 경상남도 소방본부 산하의 소방서이다.
소방서장은 소방정으로 보한다.

## 연혁
- 1995년 3월 21일: 거창소방서 개서
- 2007년 1월 3일: 합천소방서 분리
- 2009년 6월 25일: 함양소방서 분리

## 조직
| - 소방행정과 - 소방행정팀 - 예산장비팀 | - 예방대응과 - 예방지도팀 - 구조구급팀 - 대응조사팀 |

## 관할센터 및 관할구역
거창소방서는 3개의 119안전센터와 1개의 구조대를 산하에 두고 있다.
| 명칭                 | 사진 | 주소                 | 관할구역                               | 지역대        |
| -------------------- | ---- | -------------------- | -------------------------------------- | ------------- |
| 대평119안전센터      |      | 거창읍 거함대로 3324 | 거창읍, 남상면, 신원면, 주상면, 웅양면 | 신원119지역대 |
| 위천119안전센터      |      | 위천면 원학길 321    | 위천면, 북상면, 마리면, 고제면         |               |
| 가조119안전센터      |      | 가조면 마상3길 32    | 가조면, 가북면, 남하면                 |               |
| 거창소방서 119구조대 |      | 거창읍 거함대로 3324 | 경상남도 거창군 일원                   |               |

## 같이 보기
- 대한민국 소방청
- 대한민국의 소방
- 대한민국 소방공무원